# Baltasar de Eraso y Toledo
Baltasar de Eraso y Toledo (Madrid, 23 de abril de 1623-ibídem, 29 de enero de 1687) fue un noble, militar, diplomático y hombre de estado español.

## Biografía
Hijo de Francisco de Eraso, I conde de Humanes y embajador de Felipe IV, y de María de Fonseca, de la casa de los condes de Ayala.
Intervino desde 1652 en la guerra de Cataluña bajo las órdenes de Juan José de Austria, primero como capitán de caballería y después como maestre de campo. En 1666 fue nombrado asistente de Sevilla, en 1668 gobernador de Galicia y gentilhombre de cámara de Carlos II, y en 1671 embajador en Portugal.  Entre 1677-78 y 1685-87 desempeñó la presidencia del Consejo Supremo de Hacienda.